# 鹿児島国際大学教授懲戒解雇事件
鹿児島国際大学教授懲戒解雇事件（かごしまこくさいだいがくきょうじゅちょうかいかいこじけん）は、鹿児島国際大学（学校法人津曲学園）の3人の教授（八尾信光・田尻利・馬頭忠治）が懲戒解雇され、懲戒解雇された3人の教授が不当処分撤回を求めていた事件。原告の勝訴が確定した。

## 事件経過
- 1999年7月 - 鹿児島国際大学経済学部「人事管理論および労使関係論」担当教員（教授または助教授）公募。
- 2000年
  - 2月22日 - 経済学部教授会は候補者の採用を賛成多数で決定。
  - 3月13日 - 学長は、関係者の事情聴取を行うこともなく教授会の結論を否定し、当該候補者に不採用通知を送付。
  - 3月24日 - 臨時教授会。学部長が「採用人事をめぐる学長所見」を報告し、理事長のもとに「大学問題調査委員会」を設けたいとする学長の意向が紹介された。
  - 8月4日 - 調査委員会による事情聴取（1回目）。
  - 11月25日 - 調査委員会による事情聴取（2回目）。
- 2001年
  - 10月～11月 - 「懲戒理由書」が4名の教員の自宅あてに送付。
  - 11月 - 弁明聴聞。
- 2002年3月29日 - 学校法人津曲学園理事会、処分決定（3名は「懲戒退職」、1名は「減給6ヶ月」）。

## 裁判経過
- 2005年
  - 8月30日 - 鹿児島地方裁判所による3教授側完全勝訴判決。
  - 9月8日 - 福岡高等裁判所宮崎支部に学園側が控訴。
- 2006年
  - 4月21日 - 第2回口頭弁論で結審。その後非公開にて和解協議継続。
  - 10月27日 - 福岡高等裁判所による3教授側完全勝訴判決。
  - 11月10日 - 学園側が上告。
- 2008年3月21日 - 最高裁判所による学園側の上告棄却決定。